# Estación de Chiprana
Chiprana es una estación ferroviaria situada en el municipio español de Chiprana, en la provincia de Zaragoza, comunidad autónoma de Aragón. Desde mediados de 2013 carece de servicios para viajeros.

## Situación ferroviaria
La estación se encuentra en el punto kilométrico 442,7 de la línea férrea de ancho ibérico que une Miraflores con Tarragona, entre las estaciones de Escatrón y de Caspe, a 136 metros de altitud.  El tramo es de vía única y está electrificado.

## Historia
La estación fue inaugurada el 1 de julio de 1893 con la apertura del tramo Caspe-Samper de la línea férrea que unía Samper vía Reus con Roda de Bará por parte de la Compañía de los ferrocarriles de Tarragona a Barcelona y Francia (TBF). Unos años antes, en 1891 TBF había logrado un acuerdo de fusión con MZA que no se haría efectivo hasta 1899 y que permitía a MZA conectar Barcelona con Madrid vía Zaragoza. Aun así TBF mantuvo cierta autonomía dentro de la MZA hasta 1936.
En 1941, tras producirse la nacionalización del ferrocarril de ancho ibérico en España, la estación pasó a manos de RENFE. 
Desde enero de 2005 Adif es la titular de las instalaciones ferroviarias.